# 小西作太郎
小西 作太郎（こにし さくたろう、1892年5月25日 - 1985年2月5日）は、日本の実業家。朝日新聞社元常務。全国高校野球の生みの親でもある。京都府京都市出身。

## 経歴・人物
京都第二中学、旧制三高を経て、1918年に京都帝国大学工学部卒業。1921年に朝日新聞社に入社。印刷部長、印刷局長、常務などを歴任し、特に印刷部門でアメリカから高速度輪転機を導入したり、他社よりも先駆けて扁平活字を考案し採用した。
京都二中時代は捕手を務め、のちに京都市長となる高山義三とバッテリーを組んだ。第三高校では主将となり、高山と相談した上で、大阪朝日京都通信部主催で、中等野球の京津大会の開催を実現させた。これが契機となり、全国中等学校優勝野球大会が始まった。第1回大会から審判委員を務め、日本高校野球連盟顧問も務め、長期にわたって、大会運営に携わった。
1985年2月5日肺炎のために西宮市の病院で死去。92歳没。